# Municipio de St. Mary (Illinois)
El municipio de St. Mary (en inglés: St. Mary Township) es un municipio ubicado en el condado de Hancock en el estado estadounidense de Illinois. En el año 2010 tenía una población de 640 habitantes y una densidad poblacional de 6,69 personas por km².

## Geografía
El municipio de St. Mary se encuentra ubicado en las coordenadas 40°19′38″N 90°58′4″O / 40.32722, -90.96778. Según la Oficina del Censo de los Estados Unidos, el municipio tiene una superficie total de 95.66 km², de la cual 95,65 km² corresponden a tierra firme y (0,01 %) 0,01 km² es agua.

## Demografía
Según el censo de 2010, había 640 personas residiendo en el municipio de St. Mary. La densidad de población era de 6,69 hab./km². De los 640 habitantes, el municipio de St. Mary estaba compuesto por el 99,22 % blancos, el 0,63 % eran afroamericanos, el 0,16 % eran asiáticos. Del total de la población el 0,16 % eran hispanos o latinos de cualquier raza.